# Paolo Bignamini
Paolo Bignamini (Legnano, 19 novembre 1976) è un regista, drammaturgo e giornalista italiano.

## Biografia
Dal 1998 si occupa della gestione di rassegne e teatri pubblici e privati. Nel 2000 fonda, insieme a Carlo Grassi, il circuito teatrale ScenAperta, ora parte del CSBNO.
Ha diretto numerosi spettacoli teatrali, collaborando con artisti come Mario Cei, Arianna Scommegna, Antonio Rosti, Luciano Mastellari, Giovanni Franzoni, Debora Zuin.
Come giornalista, ha collaborato con Il Sole24Ore.com e con Il Giorno.

## Attività

### Regia teatrale
- Il re si diverte, di M. Mazzocut-Mis (da V. Hugo), 2012.
- La voce umana, di J. Cocteau, 2012.
- La bestia nella giungla, di M. Duras e J. Lord (co-regia con A. Raimondi - da una novella di H. James), 2012.
- Teodora, di M. Mazzocut-Mis (da Teodora, di V. Sardou), 2013.
- Un sogno, di M. Mazzocut-Mis (da A midsummer night's dream, di W. Shakespeare), 2013.
- Lettere di Lucile D. (da La morte di Danton, di G. Buchner), 2013.
- L’Âge mûr nié: lettere di Camille Claudel, di M. Mazzocut-Mis, 2013.
- La voce di Giocasta, di M. Mazzocut-Mis, 2014.
- Suonala ancora Bombe, di M. Nijhuis, 2015.
- L'Annuncio a Maria, di P. Claudel, 2015.[1][2]
- Magnificat, di A. Merini, 2016.
- Solaris, di F. Sinisi (dal romanzo di S. Lem), 2017.[3]
- Il Maestro e Margherita, di F. Sinisi (dal romanzo di M. Bulgakov), 2018.[4]

### Drammaturgia
- Condannati alla libertà (scritto con M. Carbone), regia di C. Accordino, 2004.
- Rosso Pop (Cappuccetto), regia di L. Ciancia, 2011.
- Lettere di Lucile D. (da La morte di Danton, di G. Buchner), regia di P. Bignamini, 2013.
- Le regine: Elisabetta vs Maria Stuarda (da Maria Stuarda di F. Schiller), regia di A. Oliva, 2014.